# (8896) 1995 QG2
A (8896) 1995 QG2 a Naprendszer kisbolygóövében található aszteroida. Y. Shimizu és Urata Takesi fedezte fel 1995. augusztus 24-én.